# بتروبراس 36
بتروبراس 36 كانت في ذلك الوقت أكبر منصة نفط شبه غاطسة عائمة في العالم قبل غرقها في 20 مارس 2001 كانت مملوكة لشركة بتروبراس، وهي شركة نفط برازيلية شبه عامة مقرها ريو دي جانيرو. بلغت تكلفة المنصة 350 مليون دولار أمريكي (حاليًا 505 مليون دولار أمريكي).

## الحادث
في الساعات الأولى من يوم 15 مارس 2001 وقع انفجاران في العمود الأيمن الخلفي عند أو حول خزان تصريف الطوارئ. كان الانفجار الأول ناتجًا عن حدث ضغط زائد، والثاني بسبب اشتعال بخار الهيدروكربون المتسرب. في ذلك الوقت كان هناك 175 شخصًا على منصة الحفر، 11 منهم قتلوا. في أعقاب الانفجارات صار طور المنصة قائم بـ 16 درجة، وكان كافيًا للسماح بالفيضان من الصناديق المغمورة بالمياه المعدنية.
حاولت فرق الإنقاذ البحرية خلال عطلة نهاية الأسبوع إنقاذ المنصة عن طريق ضخ النيتروجين والهواء المضغوط في الخزانات لطرد المياه، لكنهم تخلوا عن المنصة بعد سوء الأحوال الجوية. غرقت المنصة بعد خمسة أيام من الانفجارات أي في 20 مارس، كان الغرف في 1.200 متر من الماء مع ما يقدر بـ 1.500 طن من النفط الخام المتبقي على متنها.